# Welcome to My Nightmare
Welcome to My Nightmare – pierwszy solowy album Alice Coopera, wydany w 1975 roku.

## Lista utworów
| 1.  | „Welcome to my nightmare” | 5:20  |
|     |                           |       |
| 2.  | „Devil's food”            | 3:35  |
|     |                           |       |
| 3.  | „The black widow”         | 3:37  |
|     |                           |       |
| 4.  | „Some folks”              | 4:18  |
|     |                           |       |
| 5.  | „Only women bleed”        | 5:49  |
|     |                           |       |
| 6.  | „Department of youth”     | 3:20  |
|     |                           |       |
| 7.  | „Cold ethyl”              | 2:57  |
|     |                           |       |
| 8.  | „Years ago”               | 2:51  |
|     |                           |       |
| 9.  | „Steven”                  | 5:46  |
|     |                           |       |
| 10. | „The awakening”           | 2:30  |
|     |                           |       |
| 11. | „Escape”                  | 3:15  |
|     |                           |       |
|     |                           | 43:18 |
|     |                           |       |

## Skład
- Alice Cooper – wokal
- Bob Ezrin – syntezator, aranżer, keyboard, wokal, producent
- Vincent Price – wokal
- Dick Wagner – gitara, wokal
- Steve Hunter – gitara
- Josef Chirowski – syntezator, keyboard, wokal
- Prakash John – bas
- Tony Levin – bas
- Penti "Whitey" Glan – perkusja
- Johnny "Bee" Badanjek – perkusja
- Greg Allen – dyrektor artystyczny, projekt
- Craig Anderson – tworzenie okładki
- Spencer Chrislu – autor tekstów
- David Ezrin – wokal
- Jim Frank – inżynier
- Dan Hersch – tworzenie okładki
- Bill Inglot – tworzenie okładki
- Bret Lopez – zdjęcia
- Gary Lyons – wokal
- Allan MacMillan – aranżer
- Toby B. Mamis – asystent projektanta
- Brian Nelson – asystent projektanta
- Rod O'Brien – inżynier
- David Palmer – inżynier
- Phil Ramone – inżynier
- Mike Reese – tworzenie okładki
- Michael Sherman – wokal, asystent projektanta
- Ed Sprigg – inżynier
- Gerry Yons – gitara